# Contredihairesis
 (septembre 2016).
Améliorez-le ou discutez des points à vérifier. 
Dans la philosophie d'Épictète, la Contredihairesis est le jugement de deuxième degré ou superjugement opéré par la Prohairesis humaine.
Dans ses Discours, Épictète nous donne plusieurs exemples de « Contredihairesis », comme dans les trois cas suivants :
1. « Aujourd’hui je dois sûrement mourir. Y a-t-il besoin que je gémisse »? ('Discours' I,1,22)
2. « Demain je dois être emprisonné. Faut-il que j’en pleure? » ('Discours' I,1,22)
3. « J’ai été condamné à l’exil. Qu’est-ce qui m’empêche de rire, d’être heureux, d’être serein? » ('Discours' I,1,22)

Si la Prohairesis prend une attitude selon Contredihairesis, dans le cas 1, l’être humain choisira de se révolter devant la mort et gémira. Dans le cas 2, il essayera tout moyen pour éviter la prison et pleurera. Dans le cas 3, il essayera d’éviter l’exil et ne rira pas, ne sera ni heureux ni serein.
La Contredihairesis est le Superjugement exactement opposé à la Dihairesis.